# Dennis Ireland

Dennis Paul Ireland (19 november 1954) is een Nieuw-Zeelands voormalig motorcoureur. Hij is eenmalig Grand Prix-winnaar in het wereldkampioenschap wegrace.

## Carrière
Ireland maakte zijn internationale motorsportdebuut in 1976, toen hij deelnam aan de 350 cc-klasse van het wereldkampioenschap wegrace in de Isle of Man TT op een Yamaha. Hij eindigde hierin op plaats 31. In 1978 debuteerde hij in de 500 cc-klasse voor Suzuki in België, waarin hij direct zijn eerste WK-punt behaalde met een tiende plaats.
In 1979 reed Ireland een volledig seizoen in deze klasse. Hij behaalde een tiende plaats in de seizoensopener in Venezuela, voordat hij in België zijn enige Grand Prix-overwinning behaalde. Deze race werd door een groot aantal topcoureurs geboycot omdat zij het nieuwe asfalt te glad vonden. In de rest van de races kwam hij niet tot scoren, zodat hij met 16 punten veertiende werd in de eindstand. Verder won hij dat jaar de Senior TT-klasse in de Isle of Man TT. Na afloop van het seizoen reed hij tijdens een promotie-evenement tegen een betonnen muur, waardoor hij meerdere blessures opliep. Hij lag vijf maanden in het ziekenhuis en moest elf operaties aan zijn been, enkel, voet en pezen ondergaan.
In 1980 schreef Ireland zich in voor drie races in het WK 500 cc, maar wist hij zich geen enkele keer te kwalificeren. Wel won hij zowel de 500 cc- als de 1000 cc-klasse van de North West 200 voor Suzuki. In 1981 reed hij twee Grands Prix in de 500 cc, waarin hij enkel in België over de finish kwam op plaats 25. Tevens behaalde hij zijn derde zege in de North West 200, ditmaal in de 1300 cc-klasse. In 1982 behaalde hij zijn tweede Isle of Man TT-overwinning in de Senior 500 cc TT-klasse.
In 1983 reed Ireland vier races in het WK 500 cc, waarin plaats 21 in België zijn beste klassering was. In 1986 reed hij zijn laatste Grand Prix in Groot-Brittannië, maar kwam hierin niet aan de finish. In 1987 schreef hij zich weliswaar nog in voor dezelfde race, maar wist zich hiervoor niet te kwalificeren. In 1988 schreef hij zich in voor de eerste race van het wereldkampioenschap superbike in Donington; hij trok zich voor de start van de race echter terug.